# Twist Olivér kalandjai
A Twist Olivér kalandjai (eredeti cím: Las aventuras de Oliver Twist) 1987-ben bemutatott mexikói rajzfilm, amely Charles Dickens azonos című regénye alapján készült. Az animációs játékfilm írója és rendezője Fernando Ruiz, a zenéjét Plácido Domingo, Jr. szerezte. 
Mexikóban 1987. szeptember 6-án mutatták be a mozikban, Magyarországon 1993 decemberében adták ki VHS-en.

## Szereplők
| Szereplő     | Eredeti hang       | Magyar hang                                       |
| ------------ | ------------------ | ------------------------------------------------- |
| Olivér       | Rocío Garcel       | Szuper Levente                                    |
| Nancy        | Lilia Sixtos       | Kisfalvi Krisztina                                |
| Dodger       | Juan A. Edwards    | Bolba Tamás                                       |
| Sweble       | Yamil Atala        | Szokol Péter                                      |
| Villy        | Rocio Prado        | Minárovits Péter                                  |
| Susanna      | Rocio Prado        | Madarász Éva                                      |
| Michael      | Patricia Acevedo   | Boros Zoltán                                      |
| Rose Maylie  | Patricia Acevedo   | Kiss Erika                                        |
| Bill Sykes   | Eduardo Liñán      | Gesztesi Károly                                   |
| Fagin        | Juan Domingo       | Józsa Imre                                        |
| Mr. Bumble   | Juan Domingo       | Kránitz Lajos                                     |
| Tuck         | Álvaro Tarcicio    | Hankó Attila                                      |
| Mr. Brownlow | Narciso Busquets   | Horkai János                                      |
| Mrs. Bedwin  | Velia Vegar        | Győri Ilona                                       |
| Mortimer     | Jorge Roig         | Borbély László                                    |
| Dr. Losborne | Esteban Siller     | Szabó Ottó                                        |
| Mrs. Mann    | Carmen Donna-Dío   | Zsolnai Júlia                                     |
| Sally        | Liza Willert       | ?                                                 |
| Úrnő         | Liza Willert       | Némedi Mari                                       |
| Limbkins     | Emilio Guerrero    | Kisfalussy Bálint                                 |
| Rossi        | Armando Réndiz     | Varga Tamás                                       |
| Úriember     | Eduardo Borja      | Várkonyi András                                   |
| Szakács      | Fernando Ruiz      | Imre István                                       |
| Csapos       | Carlos Segundo     | Imre István                                       |
| Polly        | Mónica Elizabeth   | ?                                                 |
| Olivér anyja | Ana María Grey     | ?                                                 |
| Biztos úr    | Arturo Casanova    | Orosz István                                      |
| Narrátor     | José Manuel Rosano | Kristóf Tibor                                     |
| Árva fiúk    | N/A                | Bartucz Attila Kolovratnik Krisztián Szokol Péter |

## Televíziós megjelenések
HBO, TV2, Satelit TV 